# 蒙特基亚罗-达斯蒂
蒙特基亚罗-达斯蒂（義大利語：Montechiaro d'Asti），是意大利阿斯蒂省的一个市镇。总面积10.14平方公里，人口1461人，人口密度144.1人/平方公里（2009年）。ISTAT代码为005075。

## 友好城市
- 義大利菲纳莱利古雷